# Station Champtocé-sur-Loire
Station Champtocé-sur-Loire is een spoorwegstation in de Franse gemeente Champtocé-sur-Loire.